# Marcus Nikkanen
Marcus Nikkanen, född 26 januari 1904 i Helsingfors och död 28 mars 1985 Helsingfors, var en finsk vinteridrottare som var aktiv inom konståkning under 1920-talet och 30-talet. Han medverkade vid tre olympiska spel, i Saint Moritz 1928, Lake Placid 1932 och Garmisch-Partenkirchen 1936.